# 犯罪教條
《犯罪教條》（英語：Trespass Against Us）是一部2016年英國和美國合拍的犯罪劇情片，由亞當·史密斯執導，亞歷斯塔·席登斯撰寫劇本。電影主演包括麥可·法斯賓達、布蘭頓·葛利森、西恩·哈里斯、琳賽·馬歇爾、羅里·金尼爾和基利安·史考特。
該片最初於2016年9月9日在2016年多倫多國際影展上首映。由A24定於2017年1月20日在美國有限上映，而在英國則由獅門排於2017年3月3日上映。

## 劇情
出生於英國犯罪家庭「卡特勒家族」的長子查德（麥可·法斯賓達 飾）繼承了家族的大業，而時常進行偷拐搶騙等行徑。但當自己的兒子邁入成年，查德打算帶著妻小脫離犯罪的世界；但這也讓父親寇比（布蘭頓·葛利森 飾）難以接受，加上查德又因一場大劫案而遭到逮捕，使得整個家族及父子倆的關係都陷入了前所未有的緊繃。

## 演員
- 麥可·法斯賓達 飾 查德（Chad）
- 布蘭頓·葛利森 飾 寇比（Colby）
- 西恩·哈里斯 飾 戈登·貝奈特（Gordon Bennett）
- 琳賽·馬歇爾（英语：Lyndsey Marshal） 飾 凱莉·卡特勒（Kelly Cutler）
- 羅里·金尼爾 飾 P·C·洛沃格（P.C. Lovage）
- 基利安·史考特（英语：Killian Scott） 飾 肯尼（Kenny）
- 東尼·威（英语：Tony Way） 飾 諾曼（Norman）

## 製作
2013年10月31日，宣布麥可·法斯賓達將於犯罪片《犯罪教條》中主演，為亞當·史密斯執導、亞歷斯塔·席登斯負責撰寫劇本。電影由Protagonist Pictures製作，而席登斯、蓋兒·艾根及安德烈·卡爾德伍德則將擔任監製。Film4製片公司將共同為電影出資，其配樂由化學兄弟負責。2014年5月16日，演員布蘭頓·葛利森、西恩·哈里斯、琳賽·馬歇爾、羅里·金尼爾和基利安·史考特都已簽約參演。2014年6月，電影於英國開始正式拍攝。

## 發行
2014年5月16日，獅門獲得了電影的英國發行權。而A24則於2014年12月16日獲得了電影的美國發行權。《犯罪教條》定於2016年11月24日以隨選視訊（VOD）方式發行，並於2017年1月20日在美國有限上映。電影於2017年3月3日在英國上映。在此前，電影最初於2016年9月9日在2016年多倫多國際影展上作首映。

### 評價
《犯罪教條》獲得了褒貶不一的評價。爛番茄基於61條評論，新鮮度57%，平均得分5.5／10。在Metacritic上，基於16條評論，獲得了50分的中等評價。

## 外部連結
- 互联网电影数据库（IMDb）上《犯罪教條》的资料（英文）
- 爛番茄上《犯罪教條》的資料（英文）